# François Bréda
Pour les articles homonymes, voir Bréda (homonymie).
François Bréda, né le 20 février 1956 à Deva en Roumanie et mort le 16 mai 2018 à Cluj en Roumanie, est un essayiste et critique littéraire, poète, traducteur, théâtrologue, rédacteur et dramaturge roumain naturalisé français.
Il est spécialiste en théorie et en histoire du théâtre antique.

## Biographie
Issu d'une famille des pasteurs protestants calvinistes hongrois de Roumanie, Ferenc Bréd a commencé ses études aux collèges et aux lycées de sa ville natale, située sur la frontière géographique entre la Transylvanie et le Banat roumain. L'ambiance multiculturelle de cette ville, dont la francophonie constituait un des éléments essentiels, avait eu une influence persistante pendant les années de son adolescence et pendant la période de son apprentissage littéraire.
À partir de 1975, il est étudiant à la faculté des lettres de l'université Babeș-Bolyai de Cluj, à la section hongroise-française. Il a fréquenté également des cours facultatifs de grec et de latin au Département des Lettres classiques de la même faculté. Parallèlement avec ses recherches philologiques, il s'est consacré à l'étude en texte d'Aristote, de saint Augustin et des grands auteurs de la philosophie du Moyen Âge (Anselme de Cantorbéry, Pierre Abélard, Albertus Magnus, Guillaume d'Ockham, Thomas d'Aquin) à la bibliothèque académique de Cluj-Napoca. Entre 1977 et 1979, il est rédacteur responsable des pages en langue hongroise à la revue Echinox, fondée par Ion Pop, Marian Papahagi et Ion Vartic. En 1979, il organise la première visite du philosophe roumain Constantin Noica à Cluj-Napoca. Entre 1977 et 1984, Bréda est membre du cercle littéraire « Gábor Gaál » de Cluj, connu dans les milieux littéraires de langue hongroise du pays pour l'exercice d'un esprit critique. En 1978, il traduit les Entretiens sur la Métaphysique, sur la Religion et sur la Mort de Nicolas Malebranche en hongrois : le texte fut publié dans la revue Echinox, et réédité en 1981 dans l'anthologie consacrée aux pages en langue hongroise de la même revue. En 1979, il est nommé professeur à Huedin, localité du județ de Cluj.

### En France
Après un court séjour à l'abbaye Saint-Martin de Ligugé, suivant les traces de François Villon, François Rabelais et Georges Rouault, François Bréda obtient en 1985 le diplôme des études approfondies (DEA) à l'université de Nantes en l'étude de la littérature française et la littérature comparée.
Bréda continue ses recherches dans la littérature française du XXe siècle, sur la littérature de l'imaginaire, la poésie de Blaise Cendrars et la critique littéraire et dramatique du philosophe existentialiste Gabriel Marcel à l'université d'Angers, sous la direction du professeur Georges Cesbron, spécialiste de l'œuvre littéraire d'Édouard Estaunié.
En 1986, il rencontre Paul Ricœur, Jean-Marie Lustiger et Jeanne Parain-Vial dans le cadre de l'association Présence de  Gabriel Marcel, il fait ensuite la connaissance de Claude Aveline, de Robert Amadou, de Pierre Aimé-Touchard, de Georges Lubin, de Pierre Boutang, d'André Comte-Sponville.
En 1987, il rencontre à Paris le poète Alfred Reynolds (Reinhold), ami de jeunesse du poète hongrois Miklós Radnóti et mentor de Colin Wilson. À la même époque, Bréda échange des lettres avec Samuel Beckett, Philippe Soupault et Xavier Tilliette sur La Critique littéraire et dramatique de Gabriel Marcel, ainsi qu'avec Pierre Bourdieu dont il est le premier traducteur en hongrois.
Naturalisé Français en 1985, il est professeur de langue et de littérature françaises en Anjou (Angers, Cholet, Saint-Macaire-en-Mauges), et en Île-de-France (Faremoutiers, Pontault-Combault, Coulommiers, Saint-Maur-des-Fossés) jusqu'en 1990. Entre 1984 et 1986, il vit à Angers et à Cholet, entre 1987 et 1988, à Saint-Maur-des-Fossés, entre 1988 et 1991, à Paris.

### Retour en Roumanie
Après les événements roumains de 1989, François Bréda s'installe en Roumanie et devient rédacteur de la revue littéraire en langue hongroise Jelenlét de Cluj-Napoca et des éditions Kriterion de Bucarest. De 1991 jusqu'en 1994, il est professeur de langue et de littérature françaises au lycée Sámuel Brassaï de Cluj-Napoca et coordonnateur du cénacle littéraire György Bretter de Cluj-Napoca. En 1993, il rencontre Emmanuel-Yves Monin à Cluj-Napoca. En décembre 1993, Alfred Reynolds lui a rendu visite à Cluj-Napoca où l'écrivain anglais, alors âgé de 90 ans, a été accueilli avec enthousiasme dans les milieux littéraires. En 1995, Bréda est devenu maître-assistant au département des arts dramatiques de la faculté des Lettres de la même ville.
Entre 1991 et 1996, il est rédacteur responsable des pages francophones de la revue Echinox. En 1999, il est devenu docteur ès-lettres de l'université Babeș-Bolyai soutenant sa thèse ayant pour titre La critique littéraire et dramatique de Gabriel Marcel. Entre 1980 et 2008, il publie une quinzaine d'ouvrages en hongrois, en roumain ou en français : des essais philosophiques, des études et des critiques littéraires, des poésies, deux romans et un drame. Ses livres paraissent en Roumanie, en Hongrie et en Slovaquie. Depuis 2008 il est membre fondateur et coordonnateur avec Ștefan Manasia et Szántai János du Club de lecture en langue roumaine Nepotul lui Thoreau (Le Neveu de Thoreau) de Cluj.

## Distinctions
- Chevalier de l'ordre du Mérite hongrois (2017)

## Ouvrages

### Ses livres en français
- La Critique littéraire et dramatique de Gabriel Marcel. Étude littéraire. Les Éditions Grinta, Cluj-Napoca, 2004. (ISBN 973-7924-48-7)
- Déclin et Déclic. Essai philosophique. Les Éditions Remus, Cluj-Napoca, 2004.  (ISBN 973-7915-00-3)
- Genivs loci. Essais et études. Editura Școala Ardeleană, Cluj-Napoca, 2017.  (ISBN 978-606-797-166-8)

### Ses livres en roumain
- Ființă și Teatru (Être et Théâtre). Essai philosophique. Les Éditions Dacia, coll. Teatru, Cluj-Napoca, 2003.  (ISBN 973-35-1705-4)
- Scrisori despre comicul existențial. Corespondență transtemporală (Lettres sur le comique existentiel. Correspondance trans-temporelle). Essai philosophique. Les Éditions Grinta, Cluj-Napoca, 2006.  (ISBN 973-7651-44-8)
- Oglinda Ochiului. Speculum spectationis (Le Miroir de l'Œil). Essai philosophique. Eikon - Les Éditions Remus, Cluj-Napoca, 2010. (ISBN 978-973-757-338-4)
- Cercetare în Cer (Recherche au Cercle du Ciel). Essai philosophique. Editura Școala Ardeleană, Cluj-Napoca, 2017.  (ISBN 978-606-797-174-3)

### Ses livres en hongrois
- A létezéstől a lehetőségig (De l'existence à la possibilité). Galilei (La figure de Galilée chez Bertolt Brecht et László Németh). Az ontológiai kategóriák analitikus leírása (La description analytique des catégories ontologiques). Essais philosophiques et études littéraires. Les Éditions Kriterion, coll. Forrás, Bucarest, 1980.
- Tűzpróba (L'Épreuve du Feu). Poésies. Les Éditions Kriterion, Bucarest, 1984.
- Mentális Tárgyak Múzeuma (Musée des Objets mentaux). Poésies concrètes, Les Éditions Matthias Studio Paper, Cluj-Napoca, 1998.
- Antracit (Anthracite). Essai magique. Les Éditions Erdélyi Híradó / Előretolt Helyőrség, Kolozsvár, 2002.  (ISBN 9378045480)
- Golania Magna (Poètes néo-goliards en Europe de l'Est). Essais mytho-critiques. Les Éditions Grinta, Cluj-Napoca, 2005.
- Mysterium Mythologiae (Mystère de la Mythologie). Essai philosophique. Les Éditions Grinta, Cluj-Napoca, 2005.  (ISBN 9737651065)
- Nemo. Poésies. Les Éditions AB-ART, Bratislava, 2004.  (ISBN 8080870101)
- Az elszállt szitakötő (La Libellule libérée). Roman. Les Éditions AB-ART, Bratislava, 2005. (ISBN 8080870284)
- Diva Deva. Essai philosophique. Les Éditions Grinta, Cluj-Napoca, 2006.  (ISBN 973-7651-65-0)
- Golania Magna Secunda. (Poètes et romanciers néo-goliards en Europe de l'Est). Essais mytho-critiques. Les Éditions Irodalmi Jelen Könyvek, Arad, 2007.  (ISBN 978-973-7648-11-2)
- De amore. Essai philosophique. Les Éditions AB-ART, Bratislava, 2008.  (ISBN 9788080870454)
- Boldogok és Bolondok (Félicité et Folie). Essai philosophique. Les Éditions AB-ART, Bratislava, 2008.  (ISBN 9788080870355)
- Lali Lakomái (Les Lards de Lali). Roman. Les Éditions AB-ART, Bratislava, 2008.  (ISBN 9788080870539)
- Apolló apológiái (Les apologies d'Apollon). Aphorismes. Les Éditions AB-ART, Bratislava, 2009.  (ISBN 9788080870676)
- Angyal a Monostoron (Ange à Mănăşturi). Roman. Erdélyi Híradó Kiadó - Előretolt Helyőrség Szépirodalmi Páholy, Előretolt Helyőrség Könyvek. Kolozsvár, 2012.  (ISBN 978-606-8118-24-6)
- De amore. Az emberi psziché Galaktikus Gáláiról, Sikamlós Skáláiról & Gáláns Galádságairól. Az utószót Szilági-Nagy Ildikó írta. A borító John Roddam Spencer Stanhope : Cupid and Psyche című képének felhasználásával készült. Illusztrációk : Zichy Mihály aktjai. Orpheusz Kiadó, Budapest, 2016.  (ISBN 9789639809673)
- Levelek az Utókornak. Theatrum Temporis. (Lettres postées pour la Postérité. Theatrum Temporis). Essai philosophique. Les Éditions Erdélyi Híradó Kiadó, Kolozsvár, 2017.  (ISBN 9786068118475)
- Bab és Babér. Theatrum epicum. (Fève et Laurier). Roman. Les Éditions Irodalmi Jelen Könyvek, Arad, 2017.  (ISBN 9789737926128)

### Sa pièce de théâtre
- Dirib-Darab. Goliárd drámix (Pêle-mêle. Dramesse goliarde). In : Szőrös Kő, Bratislava, 2/ 2004. (hu)

### Ses études de texte
- François Bréda, « Cendrars, Dix-neuf poèmes élastiques », dans Recherches sur l’imaginaire, Angers, XIII, 1985, p. 111–135. Bibliographie critique de l'œuvre de Blaise Cendrars
- Bréda Ferenc, Ave, Csehy ! (hu) In : Helikon, 28 (le 25 juin 2007). L'univers lyrique du poète Zoltán Csehy (hu) (Bratislava, Slovaquie)
- Egy világrendszer keletkezéséről. Adalékok Galilei Dialogójához. In : Galilei, Párbeszédek. A két legnagyobb világrendszerről, a ptolemaiosziról és a kopernikusziról. Az előszót írta és a jegyzeteket összeállította Bréda Ferenc. Kriterion, Téka-sorozat , Bukarest, 1983.
- Esti mese. Méhes György. In : Helikon, Cluj, 2002/ 7, 2-3.
- Conflictul măștilor antice. In : Lingua, III-IV / 2005, Cluj, p. 28-34. (ro)
- Gabriel Marcel et ses contemporains. François Mauriac et Gabriel Marcel. In : Confluențe și particularități europene. Coordonator : Valentin Trifescu. Editura Eikon, Cluj, 2010, p. 183-209.  (ISBN 978-973-757-351-3)
- Cercetare în Cer. Concepția muzicală a Cerului creștin în gândirea Sfântului Ioan Gură de Aur. In : Austrian Influences and Regional Identities in Transilvania, AB-ART, Bratislava ; Grenzenlose Literatur, Frauenkirchen, 2012, p. 248-254.  (ISBN 978-80-8087-119-2) (ro)
- De Cluj jusqu'au Caire. Un créateur multiculturel : le poète, l'écrivain et le metteur en scène Shawkat Seif Eddine bey. In : Romanian - Moroccan Forms of Manifestation in the European Space. Editura Institutului de Științe Politice și Relații Internaționale, Academia Română, București, 2014, p. 94-108.
- Genius Loci. In : Geografii identitare - Identități culturale. Coordinatori Pavel Pușcaș, Valentin Trifescu, Simion Molnar, Vali Ilyes. Volumul 1. Simpozionul multicultural Diva Deva. Presa Universitară Clujeană, Cluj-Napoca, 2014, p. 31-33.   (ISBN 978-973-595-624-0) (fr)
- Cerul creștin : patrimoniu etern al multiversului identității locale transcosmice. Geografia teo-teatrologică a Cerului în gândirea Sfântului Ioan Gură de Aur. In : Patrimoniu și identitate locală. Actele conferinței Patrimoniu și identitate locală, Valea Verde, 5-7 septembrie 2014.  Coordinatori : Valentin Trifescu, Vali Ilyes, François Bréda. Editura Universității Alexandru Ioan Cuză, Iași, 2015. p. 163-176.   (ISBN 978-606-714-161-0) (ro)
- A létezés mint közönség. Theatrum et theos (teo-teatrológiai napló). In : Előretolt Helyőrség. Ezredévkönyv. Erdélyi Híradó kiadó, Kolozsvár, 2015, p. 40-42.   (ISBN 978-606-8118-39-0)
- Le temple des temps dans le théâtre de Protée. In : Patrimoniu și identitate locală. Actele conferinței Patrimoniu și identitate locală, Valea Verde, 5-7 septembrie 2014.  Coordinatori : Valentin Trifescu, Vali Ilyes, François Bréda. Editura Universității Alexandru Ioan Cuză, Iași, 2015. p. 13-16.   (ISBN 978-606-714-161-0)
- La théologie de la nudité dans la pensée théo-théâtrologique de Saint Jean Chrysostome. Introduction. In : Text și discurs religios. Nr. 7 / 2015. Lucrările Conferinței Naționale Text și discurs religios. Ediția a VII/a, Sibiu, 7-8 noiembrie 2014. Editura Universității Alexandru Ioan Cuză, Iași, 2015, p. 149-153.  (ISSN 2066-4818)

### Ses préfaces, postfaces et annotations de textes
- Meša Selimović, A dervis és a halál. Az utószót Bréda Ferenc írta (postface de Ferenc Bréda). Les Éditions Kriterion, coll. Horizont, Bucarest, 1981.
- Herman Melville, Moby Dick. Az utószót Bréda Ferenc írta (postface de Ferenc Bréda). Les Éditions Kriterion, coll. Horizont, Bucarest, 1983.
- Galilée, Párbeszédek (Dialogue sur les plus grands systèmes universels, sur celui de Ptolémée et sur celui de Copernic). Az előszót írta és a jegyzeteket összeállította Bréda Ferenc (préface et notes de François Bréda). Les Éditions Kriterion, coll. Téka, Bucarest, 1983. (hu)
- Bábel Tornyán (Sur la Tour de Babel). Anthologie de la revue Echinox. Préface et textes réunis par Mihály András Beke et Ferenc Bréda. Les Éditions Kriterion, Bucarest, 1983.
- Gabriel Marcel, A fi și a avea (Être et Avoir). Traducere de Ciprian Mihali. Tabel cronologic, îngrijire de text și note de François Bréda (Tableau chronologique et texte annoté par François Bréda). Les Éditions Biblioteca Apostrof, coll. Filosofie contemporană, Cluj, 1997. (ro)
- Gabriel Marcel, Omul problematic (L'homme problématique). Traducere, note de François Bréda și Ștefan Melancu (Texte traduit et annoté par François Bréda et Ștefan Melancu). Les Éditions Biblioteca Apostrof, coll. Filosofie contemporană, Cluj-Napoca, 1998. (ro)
- Poeți români de azi. Poètes roumains d'aujourd'hui. Antologie bilingvă. Anthologie bilingue. Coordonnateur : Mircea Măluț. Rédacteur : Mircea Petean. Consultant : François Bréda. Bistrița / Paris, 2007.
- Austrian Influences and Regional Identities in Transilvania. Edited by François Bréda, Valentin Trifesco, Luminița Ignat-Coman, Giordano Altarozzi. AB-ART, Bratislava / Grenzenlose Literatur, Frauenkirchen, 2012,  (ISBN 978-80-8087-119-2) (ro + en + fr + it + es)
- Patrimoniu și identitate locală. Actele conferinței Patrimoniu și identitate locală, Valea Verde, 5-7 septembrie 2014.  Coordinatori : Valentin Trifescu, Vali Ilyes, François Bréda. Editura Universității Alexandru Ioan Cuză, Iași, 2015  (ISBN 978-606-714-161-0)
- On the Stars of the Triad's Theatrical Temple. In : Viorella Manolache, Philosophical-Political Hecate-isms : The Rule of Three. Cambridge Scholars Publishing, Cambridge, 2016, p. 177-179.  (ISBN 978-1-4438-8540-9) (en)
- Arhetipuri şi tipologii culturale. Coordonatori : Valentin Trifescu, Vali Ilyes, François Bréda. Presa Universitară Clujeană, Cluj-Napoca, 2016.   (ISBN 978-606-37-0092-7) (ro + hu + fr + en + it)
- Horia Muntenuș, Poesia. Editura Azbest, Arad, 330 p., 2016  (ISBN 978-606-8737-10-2) (ro)

### Ses participations aux anthologies littéraires
- Kimaradt Szó. (Mot Éludé).Fiatal költők antológiája (Anthologie des jeunes poètes). Textes réunis par Ágoston Vilmos. Cf. Bréda Ferenc, p. 38-49., Les Éditions Kriterion, Bucarest, 1979.
- Ötödik évszak.(La Cinquième Saison). Fiatal írók antológiája (Anthologie des jeunes écrivains). Textes réunis par Jánosházy György, Gálfalvi György, Markó Béla, Nemess László. Les Éditions de la revue Igaz Szó, Târgu Mureș, 1980.
- Un pahar cu lumină. Pohárnyi fény. Antologie bilingvă. Poeți contemporani clujeni / Kolozsvári kortárs költők antológiája (Anthologie bilingue des poètes de Cluj-Napoca). Textes réunis par Molnos Lajos. Cluj-Napoca, les Éditions Tinivár, 2005. (ro + hu)
- Lumea fără mine. A világ nélkülem. Antologie bilingvă. Prozatori contemporani clujeni. Kolozsvári kortárs prózaírók antológiája (Anthologie bilingue des écrivains de Cluj-Napoca). Textes réunis par Molnos Lajos. Cluj-Napoca, Les Éditions Tinivár, 2007. (ro + hu)
- Pesniki, čakajoči na Angela. Antologija sodobne transilvanska/sedmograška poezija. Uredil Zsolt Lukács (Anthologie de la poésie transylvaine. Traduit par Zsolt Lukács). KUD Apokalipsa, Ab-art, Ljubljana, 2009, p. 19–24.  (ISBN 978-961-6644-43-3) (sl)
- Austrian Influences and regional identities in Transylvania. Edited by François Bréda, Valentin Trifesco, Luminiţa Ignat-Coman, Giordano Altarozzi. AB-ART, Bratislava / Grezenlose Literatur, Frauenkirchen, p. 286., 2012.   (ISBN 978-80-8087-119-2) (ro + en + fr + it + es)

### Ses traductions
- Jean Cocteau, Emberi hang (La Voix Humaine). Texte traduit en hongrois par François Bréda. In : Napoca Universitară, 1-3/ 1981.
- Gabriel Marcel, Omul problematic (L’homme problématique). Traducere de François Bréda și Ștefan Melancu (Texte traduit en roumain et annoté par François Bréda et Ștefan Melancu). Les Éditions Apostrof, coll. Filosofie contemporană,  Cluj-Napoca, 1998.
- Jehan Calvus (Chelu Ivan Péter), Bumgártész. Texte traduit du roumain en hongrois par François Bréda. Les Éditions Kalligram, Bratislava, 2004.
- Gabriel Marcel, Semnul Crucii (Le Signe de la Croix). Traducere de François Bréda și Radu Teampău (Texte traduit en roumain et annoté par François Bréda et Radu Teampău). Târgu Jiu, 1999. Spectacle représenté au Théâtre Elvira Godeanu de Târgu Jiu en 1999.
- Christian Palustran, Hăul (Abîmes). Texte traduit en roumain par François Bréda et Radu Teampău. Spectacle représenté au Théâtre d'État de Turda, 1998.
- Gabriel Chifu, Száz költemény (O sută de poeme, Cent poèmes). Texte traduit du roumain en hongrois par François Bréda, 2008.

## Affiliations
- membre de l'Association Présence de Gabriel Marcel de Paris[2]
- membre de l'Union des écrivains de Roumanie, filiale de Cluj
- membre étranger de l'Académie hongroise des sciences de Budapest[3]

## Prix littéraires
- Le grand prix György Méhes, 2005.
- Le prix György Bretter de l'Union des écrivains de Roumanie, filiale de Cluj, 2010.

### Articles
- Ovidiu Pecican, Ființã și Teatru. Teatrul de umbre al luminii. In : Tribuna, Cluj-Napoca, numéro 69, du 16 au 31 juillet 2005, p. 7. (ro)
- Laura Pavel, Teatru - farsă și adevăr ? In : Contemporanul-Ideea europeană, Bucarest, XV., 8/ 2004. (ro)
- Mircea Arman, Scrisori despre comicul existențial. In : Jurnalul Literar, Bucarest, janvier-février 2007, p. 23. (ro)
- Grațian Cormoș, Trãind în post-istorie, fãrã iluzii. In : Tribuna, Cluj-Napoca, no 96, le 1er septembre 2006. (ro)
- Mihai Borșoș, Democrația și omenescul. In : Tribuna, 149 (le 16 au 30 novembre) / 2008, p. 6. (ro)
- Ștefan Manasia, Învățăturile magistrului François. În : Tribuna, no 207, 16-30 avril 2011, p. 5. (ro)
- Szőcs Géza, Ki vagy, Bréda ? In : Igazság, Cluj-Napoca, Fellegvár, 1977.
- Vekerdi László, Bréda Ferenc, A létezéstől a lehetőségig. In : Valóság, Budapest, 1/1981.
- Szőcs István, Merengő - Mágus Déva vára. In : Helikon, 10 avril 2007, numéro 7 (477.).
- Szőcs István, Bréda Capytulációja avagy Szóból ért az ember ! In : Helikon, 25 septembre 2006, numéro 18 (464).
- Zsolt Karácsonyi, Nemo és a kutyák. In : Helikon, Cluj-Napoca, 2007.
- Karácsonyi Zsolt, A margótól az argóig. In : Krónika, 34/ 2005.
- Orbán János Dénes, Merlin Claudiopolisban. In : Bréda, Antracit, Erdélyi Híradó / Előretolt Helyőrség, Cluj-Napoca, 2002, p. 5-10.
- Endre Farkas Wellmann, Bolondokról, a bolondok nyelvén. In : Krónika, du 21 au 23 novembre 2008, p. 6. (hu)
- Király Farkas, A könyv címe : Nemo. In : Helikon, Cluj-Napoca, 23/2005.
- Király Farkas, A mito-kán most rábeszél. In : Helikon, Cluj-Napoca, 10 juillet 2005.
- János Szántai, Jelenés Dívával, Dévával. In : Székelyföld, 5/ 2008.
- Szántai János, A klozettolvasó naplójából, 9. In : Helikon, Cluj-Napoca, 1/ 2009, p. 14.
- Szalai Zsolt, Bréda, Antracit. In : www. szepirodalmifigyelo.hu
- Pál Edit Éva, Tudatskalpok és az irodalom. In : www. transindex.ro
- Vári Csaba és Sipos Zoltán, Bréda Ferenc, aki Mumu forever. In : www. transindex.ro
- Egyed Emese, Exilium : Expositio. In : Bretter György Irodalmi Kör, Kolozsvár, 2008.
- Ștefan Manasia, Învățăturile magistrului François. Oglinda Ochiului, Speculum Spectationis, Cluj, Editura Eikon, 2010.  In : Tribuna, nr. 207, 16-30 avril 2011, p. 5. (ro)
- Ani Bradea, Cluj-Huedin sau Paris-Coulommiers e exact același lucru pe la șase dimineața. De vorbă cu François Bréda. In : Tribuna, no 279, 16-30 avril 2014, p. 12-13. (ro)
- Vasile Muscă, Magiștri și discipoli. Lui François Breda la a 60-a aniversare. In : Tribuna, nr. 325, 16-30 avril 2016, p. 18-19. (ro)
- Ștefan Manasia, 19 ianuarie 2016 : O zi pe gustul lui François. In : Tribuna, nr. 325, 16-30 avril 2016, p. 19. (ro)
- Valentin Trifescu, Metode de supraviețuire în filosofia lui François Bréda. In : Tribuna, no 346, 1-15 février 2017, p. 8-9. (ro)
- Egyed Péter, Laudatio Bréda Ferencről. In : Helikon, 2018/2, p. 7.
- Karácsonyi Zsolt, Atlantisz, ami létezik. Beszélgetés Bréda Ferenccel. In : Helikon, 2018/2, p.  2-4.